# Краснозилимский сельсовет
Краснозилимский сельсовет  — административно-территориальная единица и муниципальное образование в Архангельском районе Республики Башкортостан России.
Законом «О границах, статусе и административных центрах муниципальных образований в Республике Башкортостан» муниципальное образование наделено статусом сельского поселения.

## История
Закон Республики Башкортостан «Об изменениях в административно-территориальном устройстве Республики Башкортостан, изменениях границ и преобразованиях муниципальных образований в Республике Башкортостан», ст. 2 «Изменения границ и преобразования муниципальных образований в Республике Башкортостан», п.2 гласит:

2. Изменить наименования следующих муниципальных образований:
3) по Архангельскому району:
а) «Красно-Зилимский сельсовет» на «Краснозилимский сельсовет»;

б) «Красно-Куртовский сельсовет» на «Краснокуртовский сельсовет»;

## Население
| 2002  | 2009  | 2010  | 2012  | 2013  | 2014  | 2015  |
| ----- | ----- | ----- | ----- | ----- | ----- | ----- |
| 1495  | ↗1532 | ↘1285 | ↘1270 | ↘1255 | ↘1220 | ↘1200 |
| 2016  | 2017  |       |       |       |       |       |
| ↘1197 | ↗1200 |       |       |       |       |       |

## Состав сельского поселения
| № | Населённый пункт | Тип населённого пункта       | Население |
| - | ---------------- | ---------------------------- | --------- |
| 1 | Красный Зилим    | село, административный центр | ↘534      |
| 2 | Кысынды          | деревня                      | ↘304      |
| 3 | Заитово          | деревня                      | ↘238      |
| 4 | Магаш            | деревня                      | →162      |
| 5 | Васильевка       | деревня                      | ↗18       |
| 6 | Лукинский        | деревня                      | ↘14       |
| 7 | Кузнецовка       | деревня                      | ↘13       |
| 8 | Красная Горка    | деревня                      | →2        |

В 2005 году упразднена деревня Малышовка (акон «О внесении изменений в административно-территориальное устройство Республики Башкортостан в связи с образованием, объединением, упразднением и изменением статуса населенных пунктов, переносом административных центров» от 20 июля 2005 года N 211-з)